# Dresden-Niedersedlitz (železniční zastávka)
Dresden-Niedersedlitz je stanice příměstské železnice metropolitní oblasti Drážďan (S-Bahn Dresden). Nachází se ve stejnojmenné městské části na železniční trati Děčín hl.n. – Dresden-Neustadt. Zajímavostí je, že se tato stanice v lidové mluvě většinou označuje jako Bahnhof Niedersedlitz, tedy nádraží Niedersedlitz i přesto, že se jedná přísně vzato o železniční zastávku, nikoliv o nádraží. I když tato praxe v několika německých městech je běžná, v Drážďanech se mezi těmito dvěma názvy normálně přísně rozlišuje.

## Historie
Stanice byla otevřena 1. srpna 1848 pod názvem Nieder-Sedlitz, Lockwitzbach. Dne 1. prosince 1877 byla klasifikována jako železiční zastávka pro osobní dopravu.

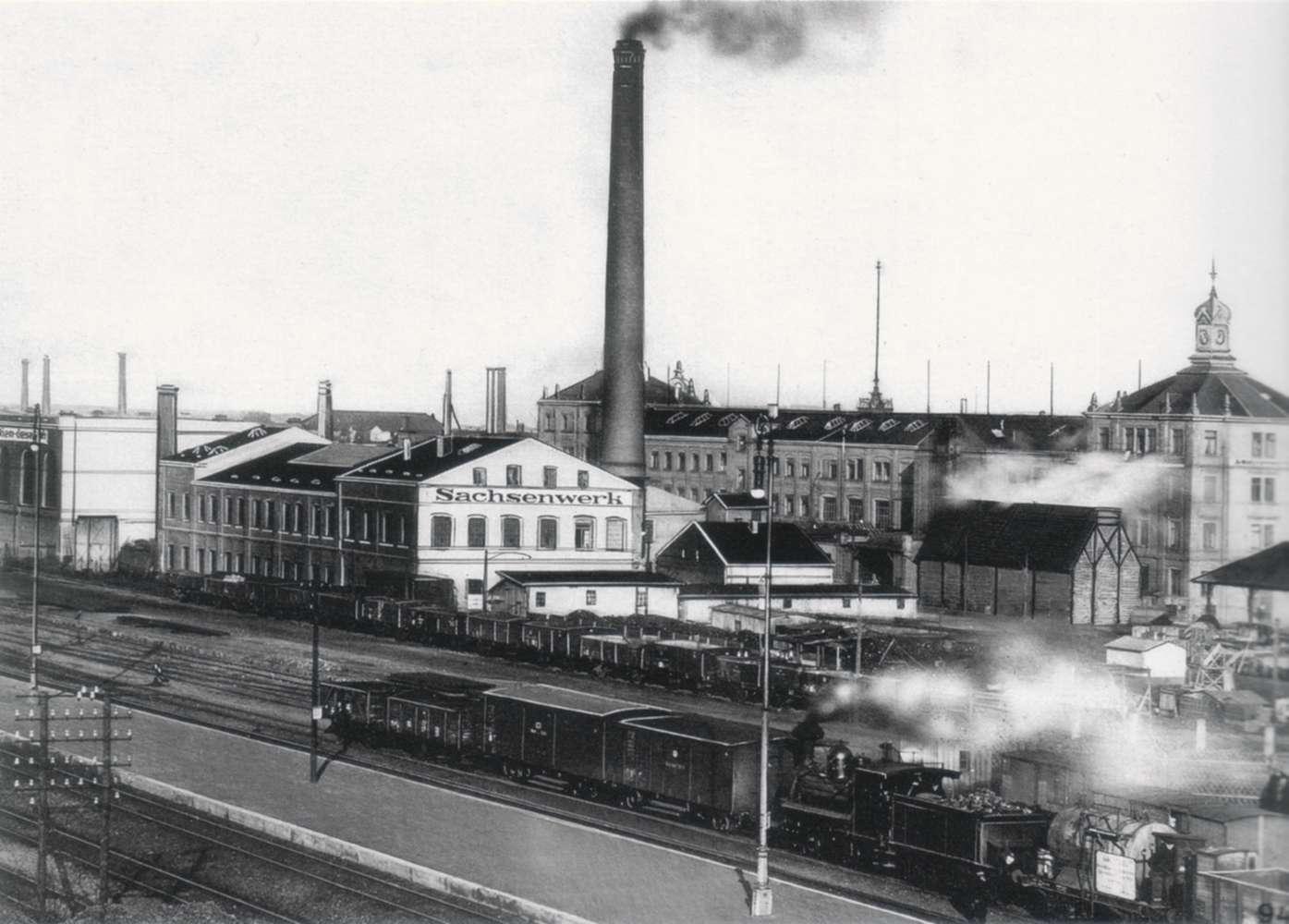
Továrna Sachsenwerk Niedersedlitz, v popředí nádraží, v roce 1900

V roce 1871 se vystavilo o 200 metrů dál ve směru Heidenau za mostem přes ulici Bahnhofstraße na kilometru 54,0 nákladové nádraží Niedersedlitz, které však bylo dokončeno až po přestavbě tratě na čtyři koleje v roce 1905, a slavnostně otevřeno dne 2. ledna 1906. Až o dva roky později, dne 14. listopadu 1907, se uskutečnilo předání nových osobních nástupišť pro osobní dopravu, díky čemuž se dokončilo i přebudování tratě k hlavnímu nádraží.
V 70. letech 18. století se před staniční budovou vystavil štukem ozdobený salon pro saskou královskou rodinu, která často využívala železnice, aby se dostala z královského nádraží Strehlen až do Niedersedlitzu. Odtud mohla pokračovat kočárem i převozem k zámku Pillnitz resp. do Hosterwitzu k vile prince a k zámku Keppschloss.
Několik metrů od nádraží Niedersedlitz vzdálená začínala jediná úzkorozchodná tramvajová linka Drážďan, takzvaná Lockwitztalbahn (linka 31), která vedla až do sousední Kreischy. Provoz na této tramvajové trati byl v roce 1977 ovšem ukončen.
Po druhé světové válce byly jednotlivé části pro osobní resp. nákladní dopravu spojeny, a takto z nich vznikla dne 1. listopadu 1950 železniční stanice Dresden-Niedersedlitz. Dne 11. května 1976 bylo zřízeno nové stavědlo, díky němuž byla zprovozněna i nová světelná návěstidla. Od té doby je stanice Niedersedlitz technicky přiřazená stanici Heidenau.
U stanice Niedersedlitz byly umístěny rozsáhlé závody společnosti Sachsenwerk Licht- und Kraft-AG, které ve stanici navazovaly na železniční trať. Další vedlejší koleje vedly mimo jiné k elektrárnám, k chemické továrně Niedersedlitz, k ocelárně Sächsicher Brücken- und Stahlhochbau (saská výstavba mostů a ocelových budov), ke sladovně a k drážďanské továrně na výrobu margarínu. Lisovna Lockwitzgrund měla vlastní kůlnu v nákladovém nádraží. To rovněž disponovalo takzvanou "Culemeyerovou kolejí", prostřednictvím níž se mohly nákladní vagony překládat na vozidla pro dopravu nadměrných nákladů, jaké jsou kupříkladu podvalníky. Dne 31. května 1999 byl provoz nákladového nádraží ukončen.

## Dnešní podoba stanice

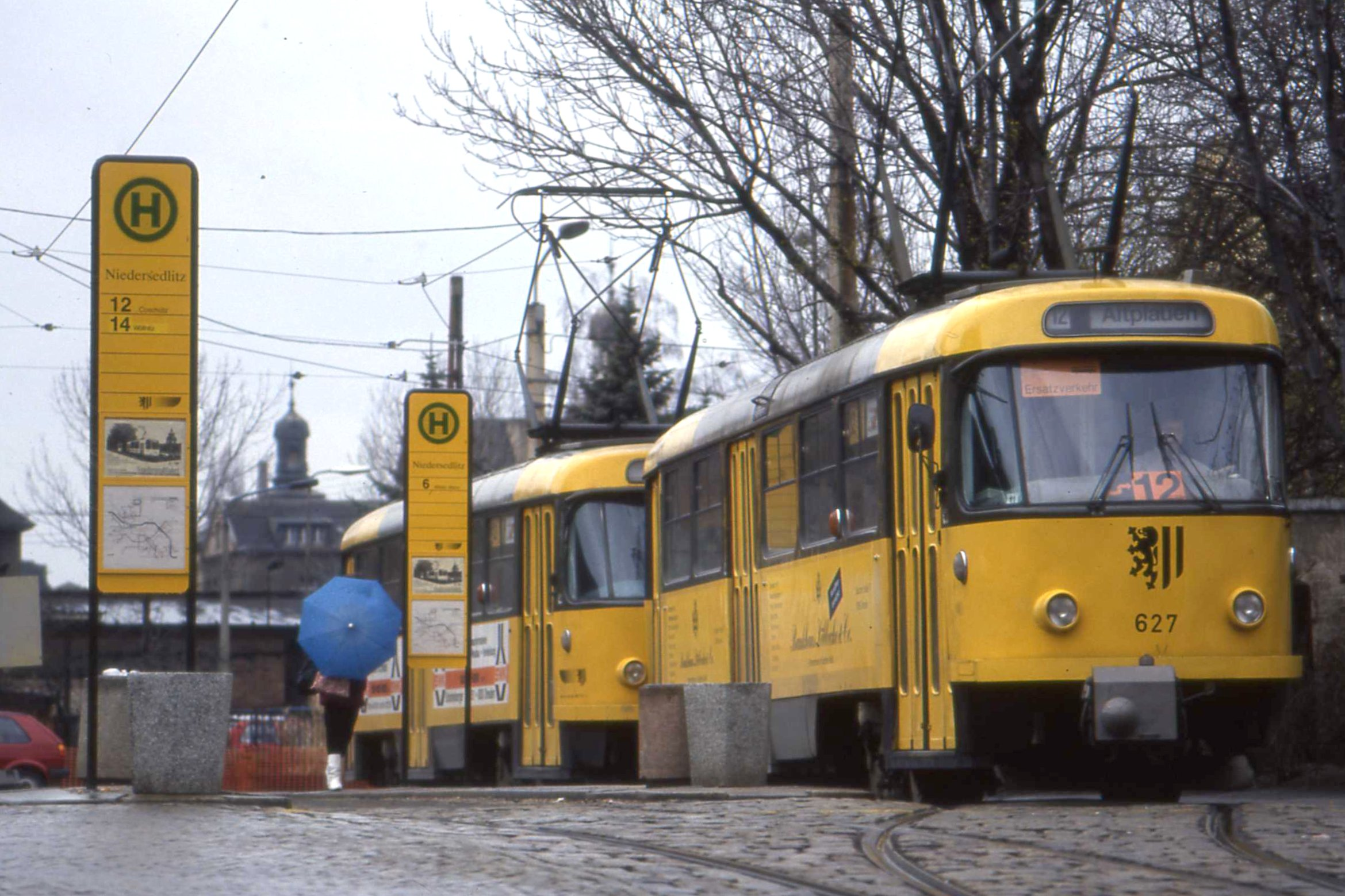
Tramvaj typu T4D ve smyčce před železniční stanicí v březnu 1994

Po demontáži rozsáhlého kolejiště v bývalém nákladovém nádraží existuje dnes již jen jeden kolej pro předjíždění vedle kolejí pro dálkovou dopravu. Z důvodu rozšíření tratě na čtyři koleje v roce 2001 v Niedersedlitzu se musel postavit nový viadukt přes ulici Bahnhofstraße. V rámci těchto prací se přebudovalo i osobní nástupiště, které je od té doby bezbariérově přístupné. Po zprovoznění nového stavědla v Pirně bylo zbořeno druhé stavědlo ve stanici Niedersedlitz. Stará staniční budova se mimo to již nepoužívá, a tudíž chátrá.

## Dopravní význam
Vlaky linek S1 a S2 takzvaného S-Bahnu obsluhují stanici zhruba každých 15 minut. Pravidelná doba jízdy mezi hlavním nádražím a stanicí Dresden-Niedersedlitz činí jedenáct minut, což představuje bezkonkurenčně nejrychlejší spoj do i z centra.
V přednádražním prostoru se nachází tramvajová smyčka sloužící pro tramvajovou linku 6 i autobusová zastávka. Tudíž tvoří stanice významný dopravný uzel na východním kraji Drážďan. Díky snadné dostupnosti tramvají a různými autobusovými linkami ze mnoha směrů se spádová oblast stanice rozprostírá z městské čtvrti Kleinzschachwitzu až do sousední obce Kreischy.